# 10560 Мікінарі
10560 Мікінарі (10560 Michinari) — астероїд головного поясу, відкритий 8 жовтня 1993 року.
Тіссеранів параметр щодо Юпітера — 3,542.